# 오로르 브루탱
오로르 브루탱(Aurore Broutin, 1982년 11월 18일 ~ )는 프랑스의 배우이다.

## 출연 작품
- 썸머 85 (2020)
- 더 퍼스트, 더 라스트 (2016)
- 말로니의 두 번째 이야기 (2015)
- 영 타이거 (2014)
- 어거스틴 (2012)
- 아웃사이드 사탄 (2011)